# Đình lịch gai
Đình lịch gai (danh pháp khoa học: Hygrophila auriculata) là một loài thực vật có hoa trong họ Ô rô. Loài này được Heinrich Christian Friedrich Schumacher mô tả khoa học đầu tiên năm 1963.

## Hình ảnh

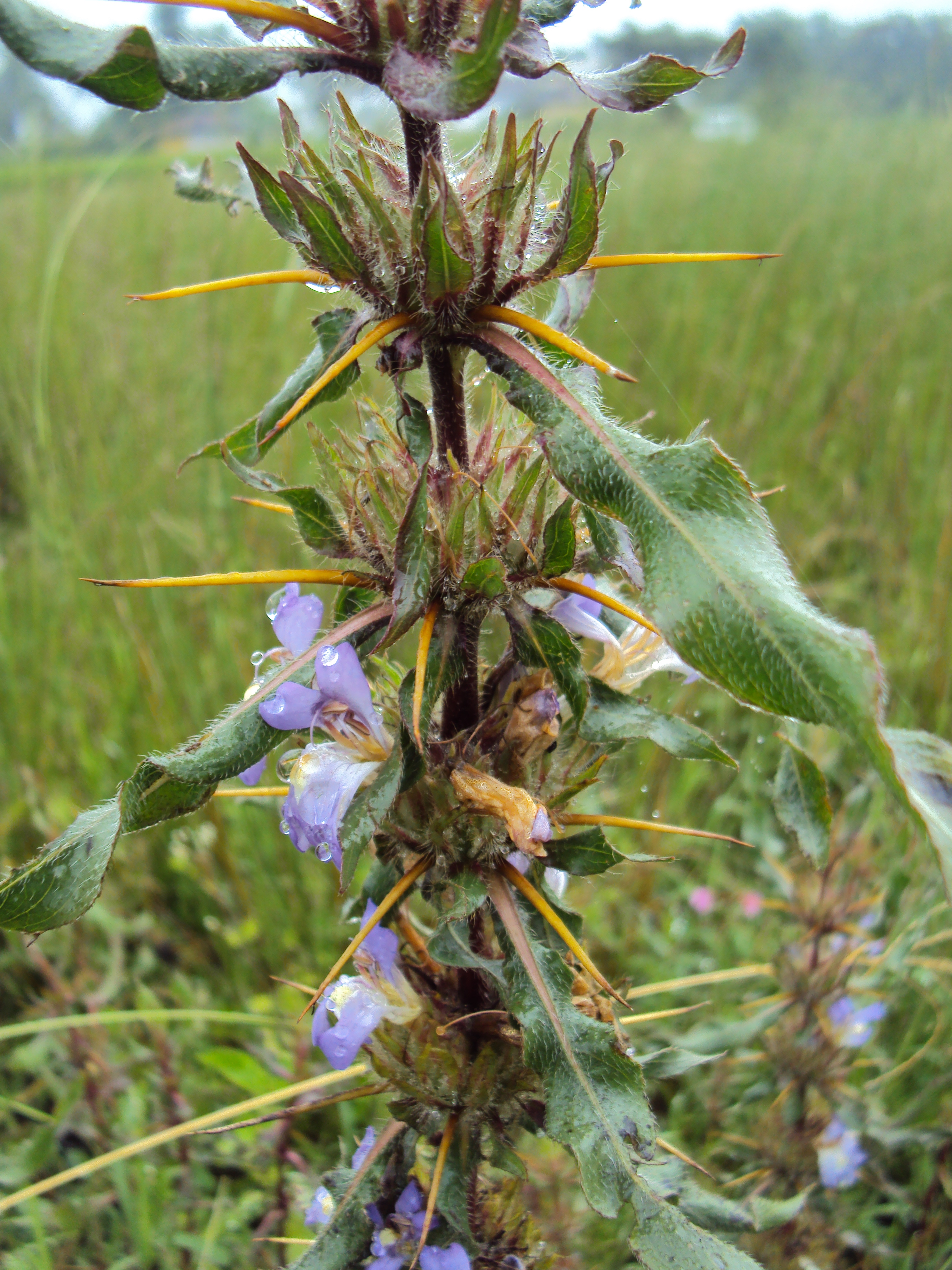
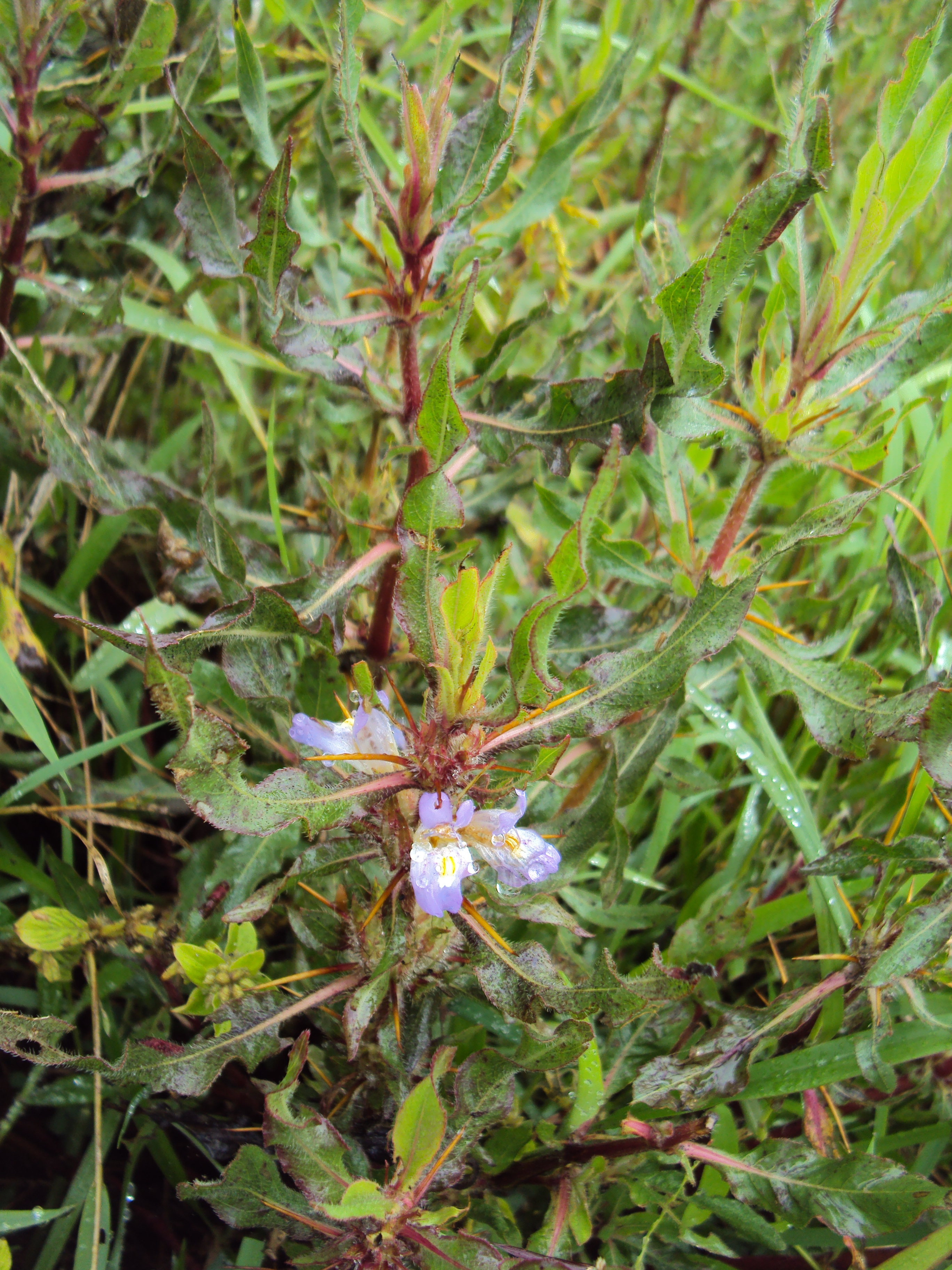
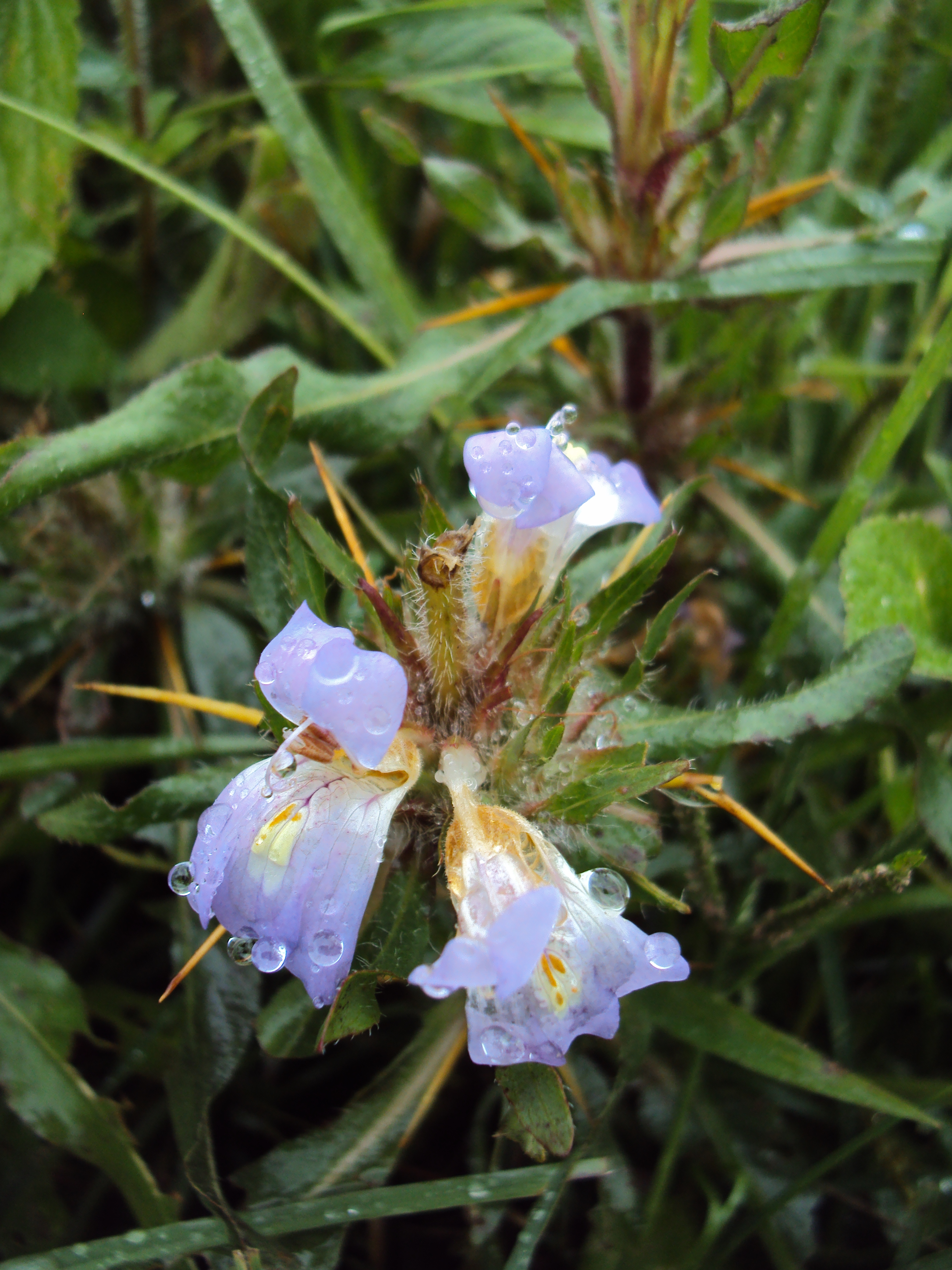
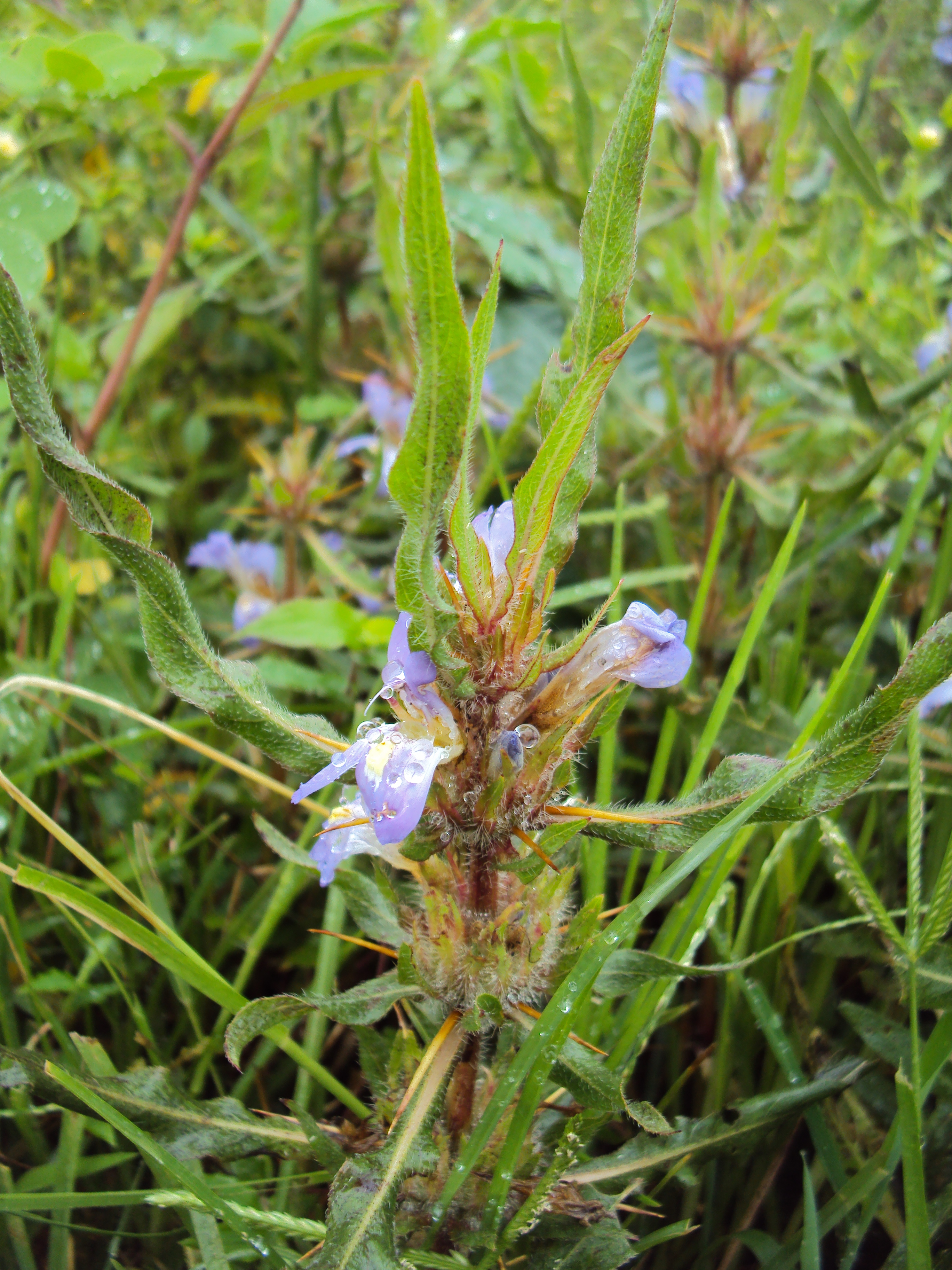